# Aïn Zerga
Ain Zerga là một đô thị thuộc tỉnh Tébessa, Algérie. Dân số thời điểm năm 2002 là 18.998 người.